# Uro (film fra 2016)
|  | Denne artikel er oprettet af botten Steenthbot ud fra en ekstern database. Den kan derfor have sproglige fejl eller mangler. Denne skabelon kan fjernes efter kontrol af indholdet. |

 For alternative betydninger, se Uro. (Se også artikler, som begynder med Uro)
Uro er en dansk kortfilm fra 2016 instrueret af Jacob Tschernia.

## Handling
16-årige Elise er alene hjemme efter et voldsomt skænderi med sine forældre. Frustreret begynder hun at rasere lejligheden, da der lyder et brag nede fra gaden. Der er sket en ulykke. En ung mand ligger på asfalten ved siden af sin knallert. Rundt om cirkler tre unge fyre. En af dem ser op på Elise, der står i vinduet og observerer ham. Kort efter ringer dørtelefonen. Det er ham. Må han komme op og ringe efter en ambulance? Hun lukker ham ind - noget ved ham drager hende. Mens han ringer efter hjælp, dukker endnu en af drengene op. Nu starter et magtspil i lejligheden.